# Noche Triste

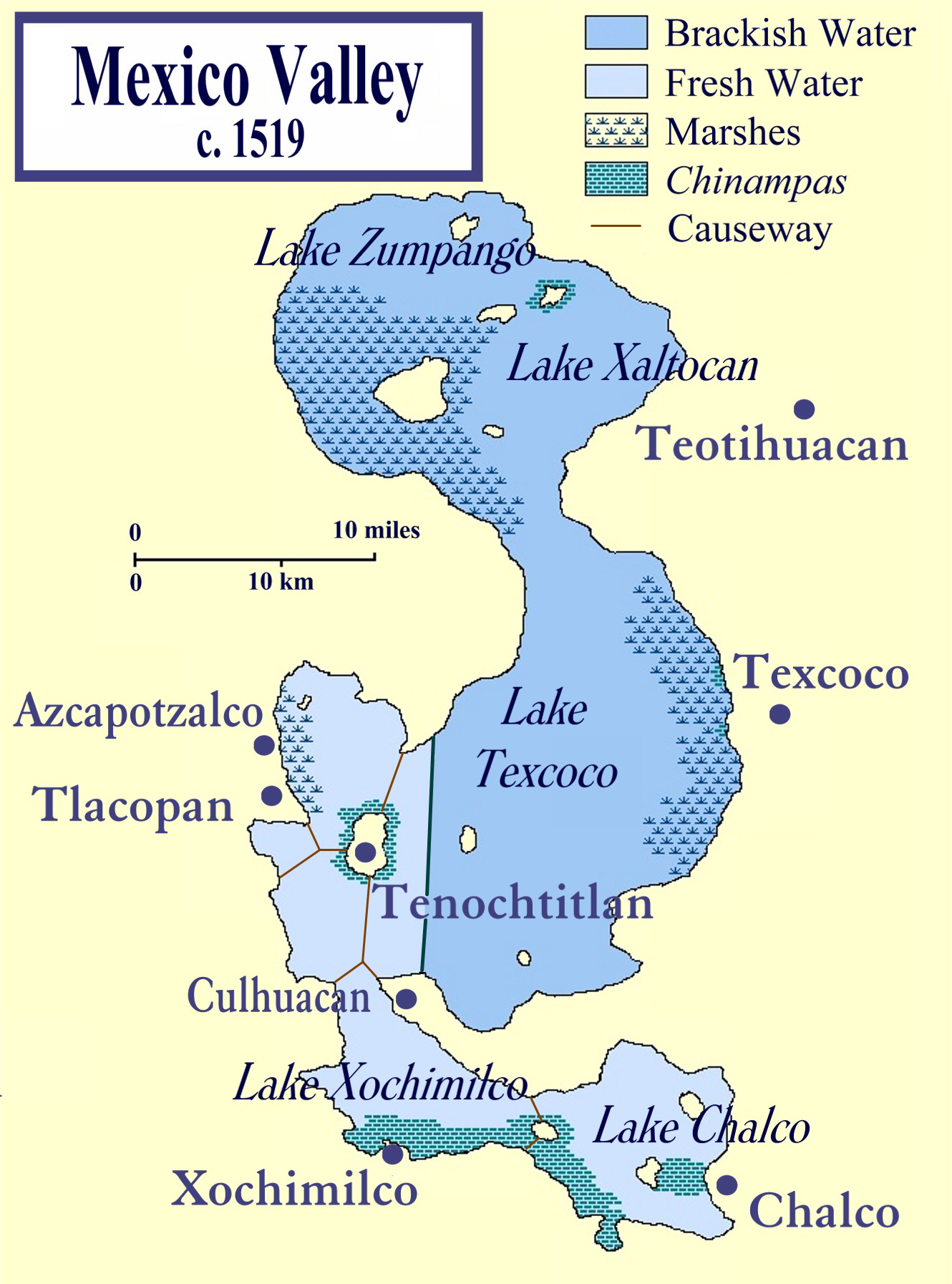
Karte der Umgebung des Texcoco-Sees um 1520

Als Noche Triste (spanisch für Traurige Nacht) werden die Ereignisse der Nacht vom 30. Juni 1520 bezeichnet, in der die spanischen Besatzer aus der aztekischen Hauptstadt Tenochtitlán flohen.
Eine ausführliche Darstellung der Ereignisse vor und nach der Noche Triste steht im Artikel Spanische Eroberung Mexikos.

## Vorgeschichte
Seit 1517 hatten bereits zwei Expeditionen der Spanier die Atlantikküste Mittelamerikas erreicht und von einem mächtigen Königreich im Landesinnern gehört. Im Jahre 1519 beauftragte Diego Velázquez de Cuéllar, der spanische Statthalter von Kuba, Hernán Cortés mit der Ausrüstung einer Flotte, die den Auftrag hatte, zu den Bewohnern dieses Reiches Handelsbeziehungen aufzubauen. Kurz vor dem Aufbruch der Flotte versuchte Velázquez, Cortés aus persönlichen Gründen von seinem Posten zu entbinden, doch dieser erfuhr rechtzeitig von dem Vorhaben und segelte mit seinen Männern davon.
Am Karfreitag 1519 landete Cortés mit seiner kleinen Armee nahe der heutigen Stadt Veracruz an der Küste des mexikanischen Festlandes. Dort berichtete man ihm von der reichen und mächtigen Stadt im Landesinneren – Tenochtitlán. Cortés beschloss, den Meldungen vom Reichtum Tenochtitláns nachzugehen, und brach mit seinen Männern dorthin auf. Unterwegs lieferte sich der spanische Trupp einige Gefechte mit Einheimischen, aus denen die Spanier praktisch verlustfrei hervorgingen. Dies ließ unter den Völkern Zentralmexikos schnell das Gerücht von der Unbesiegbarkeit der Spanier aufkommen. Inzwischen hatten diese jedoch schon so viel über die zahlenmäßige Überlegenheit der Azteken in Erfahrung gebracht, dass sie sich mit deren Todfeinden, den Tlaxcalteken, verbündeten.
Am 8. November 1519 kam Cortés mit seinen Männern in Tenochtitlán an. Sie wurden dort vom aztekischen Herrscher Moctezuma II. begrüßt und als Gäste aufgenommen. Die Spanier waren jedoch darüber beunruhigt, dass sie jederzeit in der ihnen unbekannten Stadt von den Azteken angegriffen werden konnten. Cortés beschloss also gut eine Woche nach der Ankunft, Moctezuma gefangen zu nehmen und so die Macht in Tenochtitlán zu übernehmen. Die Azteken blieben vorerst ruhig, doch in den folgenden Monaten entwickelte sich allmählich Widerstand.
Im Frühjahr 1520 schickte schließlich Diego Velázquez de Cuéllar eine Soldatentruppe mit 19 Schiffen von Kuba auf das Festland. Das Kommando für dieses Unternehmen hatte er Pánfilo de Narváez übertragen. Als dieser im März 1520 an der Küste landete, musste Cortés reagieren. Er schickte als Boten getarnte Spione zu Narváez, um dessen Stärke zu erkunden. Alle Unterhändler und Boten, die Narváez zu Cortés schickte, bestach er jedoch und trug ihnen auf, unter Narváez Männern für seine eigene Sache zu werben. Sie sollten desertieren und sich ihm selbst anschließen. Während Narváez sich noch an der Küste aufhielt und die friedlichen Einheimischen in Cempoala bedrängte, rückte Cortés bereits aus Tenochtitlán gegen ihn vor. Er ließ Pedro de Alvarado mit einer kleinen Besatzung zur Bewachung der Stadt sowie des Königs Moctezuma und der mittlerweile zusammengerafften Schätze zurück.

## Noche Triste

### Das Massaker am Templo Mayor

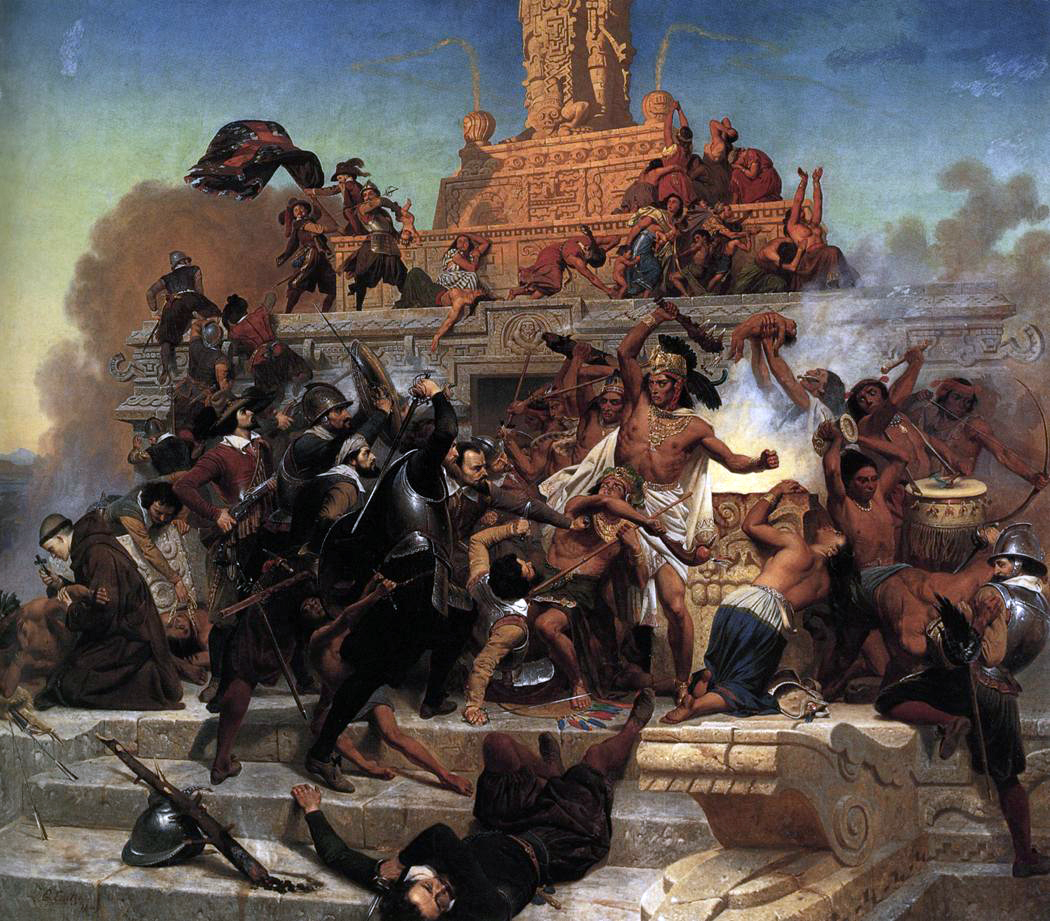
Emanuel Leutze: Erstürmung des Teocalli durch Cortez und seine Truppen (1848)

Während Cortés sich anschickte, mit der Truppe von Narváez zu kämpfen, bereiteten die Azteken in Tenochtitlán ihr traditionelles Frühlingsfest vor. Die in der Stadt zurückgebliebenen Spanier waren nervös, denn sie standen mit nur wenigen Männern einer großen, feindlich gesinnten Bevölkerung gegenüber. In einer Panikreaktion ließ Pedro de Alvarado am 23. Mai die Teilnehmer des Festes am Templo Mayor überfallen und töten. Dies löste einen Aufstand aus.
Viele Tage lang wurden die Spanier belagert und angegriffen. Immer wieder kamen bei diesen Kämpfen Soldaten um und fast alle Männer wurden verwundet. Nur mit Mühe konnten sie den heftigen Angriffen der aufgebrachten Azteken widerstehen, denn auch die Lebensmittel wurden knapp. Die aztekischen Krieger versuchten alles, um in den Palast einzudringen, in dem die Spanier sich verschanzt hatten. Sie legten Feuer an den schweren Eingangstoren und versuchten, diese niederzubrennen.

### Cortés’ Rückkehr
Kurz vor dem Durchbruch der Azteken kehrte Cortés am 24. Juni zurück. Bei seiner Ankunft in Tenochtitlán war die Lage ruhig, die Angriffe hatten aufgehört. Sehr ungehalten reagierte Cortés auf die Erklärungen von Pedro de Alvarado, denn er selbst hatte die Durchführung des Frühlingsfestes ja zuvor genehmigt. Alvarado verteidigte sein Handeln, konnte jedoch den Angriff auf die feiernden Azteken nicht plausibel erklären. Als Cortés von erneuten Unruhen hörte, schickte er Diego de Ordás mit einigen hundert Männern in die Stadt. Er sollte nachsehen, was dort vor sich ging. Doch schon kurz nach dem Verlassen des Palastgeländes wurde Ordás von den Azteken heftig angegriffen. Dabei verlor er insgesamt 23 Männer; viele weitere wurden verwundet, darunter auch er selbst, woraufhin er mit seinen Männern in den Palast zurückkehrte. Mit vehementer Wucht griffen die Azteken jetzt an. Obwohl viele von ihnen getötet wurden, ließen sie nicht nach. Wieder legten sie Feuer an den Toren des Palastes. Da ihnen Wasser fehlte, konnten die Spanier das Feuer nur schwer löschen. Sie hungerten und mussten ständig neue Attacken der Azteken abwehren.

### Der Tod von Moctezuma II.

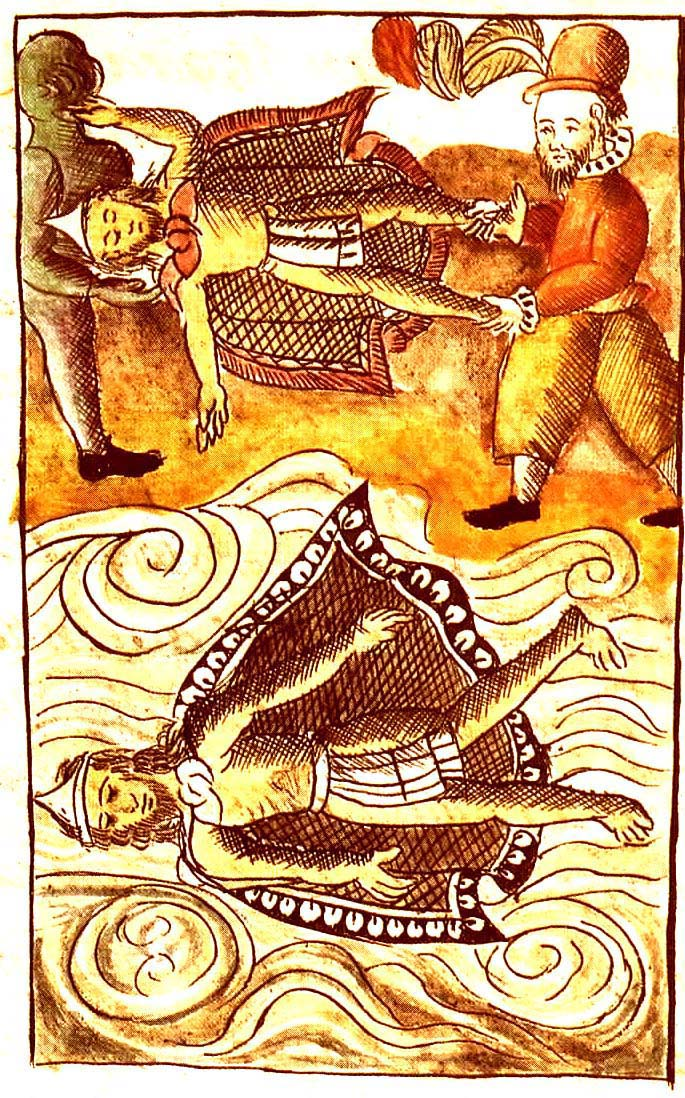
Der Tod Moctezumas in einer künstlerischen Darstellung

Schließlich führten die Spanier den Azteken ihren gefangenen König Moctezuma II. vor, um das aztekische Volk zu beruhigen. Doch als er auf einer Dachterrasse stand und zu seinem Volk sprach, begannen die Einwohner der Stadt, ihn mit Steinen zu bewerfen. Obwohl die Spanier versuchten, Moctezuma mit ihren Schilden zu decken, wurde er mehrmals am Kopf getroffen. Die Soldaten brachten ihn zurück in den Palast, wo er seinen Verletzungen erlag. Später wurde seine Leiche den Azteken übergeben.
Als die Krieger ihren toten König sahen, glaubten sie, die Spanier hätten ihn getötet. Noch einmal versuchte Cortés mit ihnen zu reden, diesmal jedoch erfolglos. Nun sah er keinen anderen Ausweg mehr, als die Stadt zu verlassen. Doch die Azteken hatten die Dämme, die das Festland mit der Insel verbanden, unterbrochen. Sie wollten unbedingt verhindern, dass ihre Gegner aus der Stadt entkamen. Cortés ließ daraufhin sämtliche Balken aus dem Palast herausreißen und daraus tragbare Brücken bauen.

### Flucht
In der Nacht vom 30. Juni auf den 1. Juli 1520 verließen die Spanier und ihre Verbündeten heimlich den Palast. Allein der Anteil des Goldes für König Karl V. musste von acht verwundeten Pferden und achtzig Tlaxcalteken getragen werden. Jeder Mann nahm sich so viel von dem restlichen Gold, wie er nur tragen konnte. Zusätzlich trugen die Tlaxcalteken auch noch die tragbaren Brücken. Dann rückten sie so leise wie nur möglich aus.
Tatsächlich erreichten sie ungesehen einen der Dämme. Doch dann entdeckte man sie und es wurde Alarm geschlagen. Innerhalb weniger Minuten griffen die Azteken mit Hunderten von Kanus vom Wasser aus an; auch die Nachhut wurde heftig auf dem Damm attackiert. Die Flüchtenden mussten sich ihren Weg durch die Stadt im Dunkeln auf Straßen erkämpfen, die durch den Regen aufgeweicht und zunehmend mit Leichen bedeckt waren.
Währenddessen wurde vorn die erste Bresche im Damm mit Hilfe der tragbaren Brücken überwunden. Die Azteken hatten den Damm vorsorglich an mehreren Stellen unterbrochen. So mussten die Spanier schließlich durch das Wasser, als sie keine weitere tragbare Brücke mehr besaßen. Besonders an diesen Stellen griffen die Azteken mit aller Härte aus ihren Kanus heraus an. Einige Männer hatten sich zu schwer mit Gold beladen und ertranken, weil sie vom Gewicht des Goldes und ihrer schweren Rüstungen nach unten gezogen wurden. Als nach vielen Stunden des Kampfes nahezu alle Überlebenden die Bresche im Damm überquert hatten, stand der Rest der Kompanie des Pedro de Alvarado, die das Ende des Zuges verteidigt hatte, als letzte Gruppe den Azteken gegenüber. Als letzter spanischer Soldat nahm Alvarado Anlauf und schwang sich, wie ein heutiger Stabhochspringer, mit Hilfe seiner Lanze über die Lücke im Damm und erreichte so die andere Seite. Dieser Sprung ging als der Salto de Alvarado („Sprung des Alvarado“) in die Geschichte ein. Von seiner Kompanie überlebten nur sieben Spanier und acht Tlaxcalteken.

## Auswirkungen

Cortés’ Rückzug nach der Noche Triste

Gegen Morgen erreichte die Truppe eine Tempelpyramide, die zwei Wegstunden von Tenochtitlán entfernt lag. Cortés stellte fest, wie viele der Flüchtlinge den Ausbruch überlebt hatten. Von den über 1300 spanischen Soldaten konnten sich nur 425 an das Seeufer retten. Der überwiegende Anteil der Frauen – die sich innerhalb der Vorhut aufgehalten hatten und besonders geschützt worden waren – überlebte unverletzt (alles Indianerinnen, darunter auch Malinche. Viele waren getauft und mit Spaniern verheiratet).
Fast alle Männer waren, genau wie die überlebenden dreiundzwanzig Pferde, verwundet. Etwa 70 Pferde waren getötet worden. Ebenso waren fast alle der 2000 tlaxcaltekischen Krieger ums Leben gekommen. Die einzige Spanierin, die die Noche Triste überlebt hatte, war María de Estrada; sie kämpfte an der Seite ihres Mannes im Mittelteil der Armee. Der größte Teil des mitgenommenen Goldes war im Texcoco-See versunken oder in die Hände der Mexikas geraten.
Diejenigen, die entkommen waren, konnten in der Ferne den Rauch der Opferfeuer auf den Pyramiden in Tenochtitlán sehen. Zu diesem Zeitpunkt wurden die Soldaten, die gefangen genommen worden waren, von den Azteken ihren Göttern geopfert. Nach einer kurzen Erholungsphase zogen die Spanier weiter nach Tlaxcala. Auf diesem Weg wurden die Spanier immer wieder angegriffen. Diese Angriffe gipfelten in einer Schlacht in der Nähe von Otumba. Trotz zahlenmäßiger Unterlegenheit erlangten die Spanier hier, dank des geschickten Einsatzes der verbliebenen Kavallerie, einen großen Sieg – 20.000 Azteken sollen gefallen sein.
Unter den Soldaten, die in Tenochtitlán gefallen waren, war auch ein mit Pánfilo de Narváez nach Mexiko gekommener Spanier, der mit den Pocken infiziert war. Die Krankheit verbreitete sich rapide in der Stadt und tötete einen großen Teil der Bevölkerung, darunter auch Cuitláuac, den Nachfolger von Moctezuma II. Der neue König Cuauhtémoc stand nun der Aufgabe gegenüber, die Spanier zu besiegen. Jedoch gelang es Cortés mit Verstärkung aus Spanien und weiteren verbündeten Einheimischen, im Frühjahr 1521 mit der Belagerung Tenochtitláns zu beginnen. Am 13. August 1521 erlosch schließlich der letzte aztekische Widerstand in der Stadt.